# Tribus de Marruecos

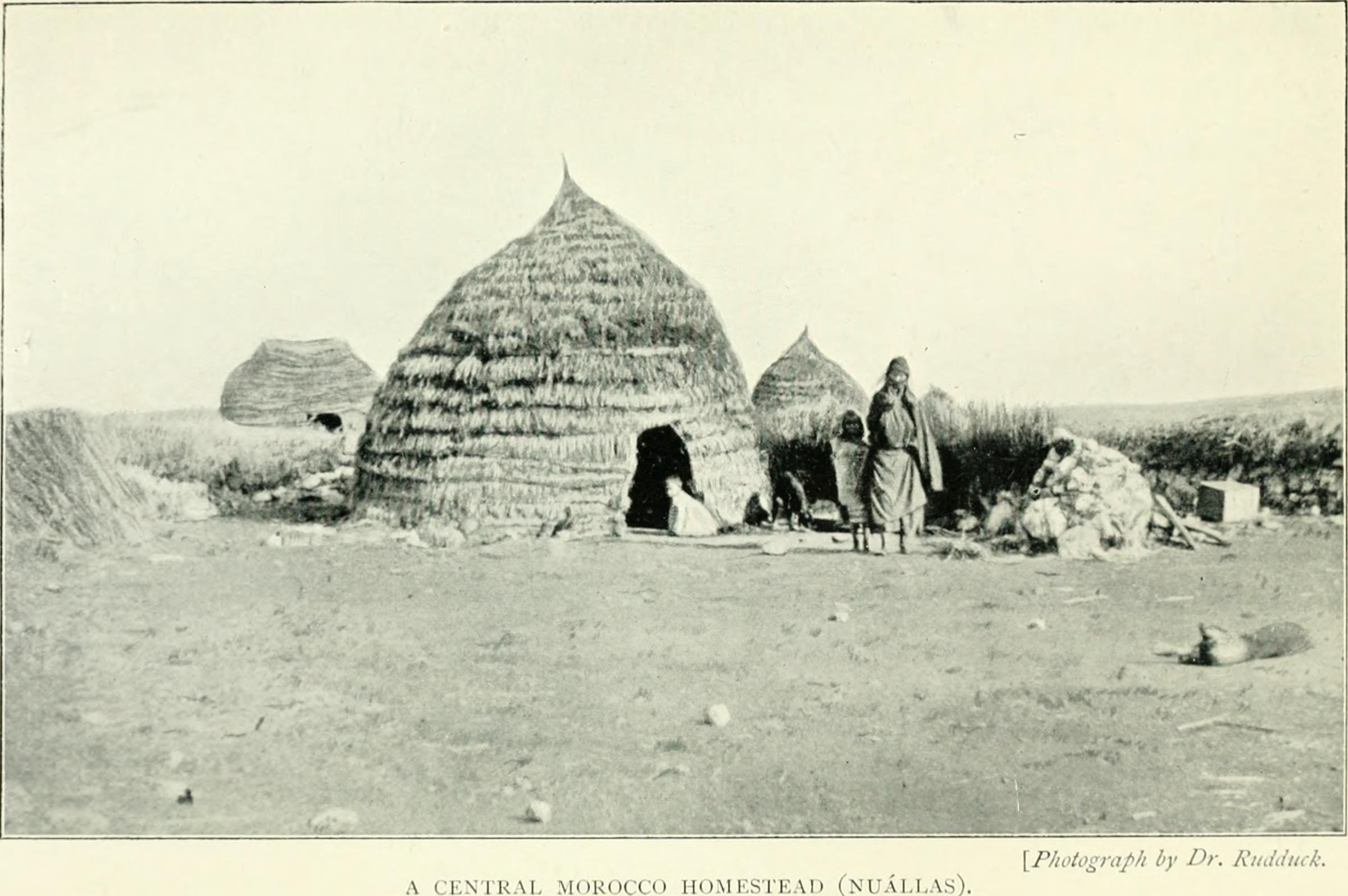
Casa de una tribu del Marruecos Central (1905).

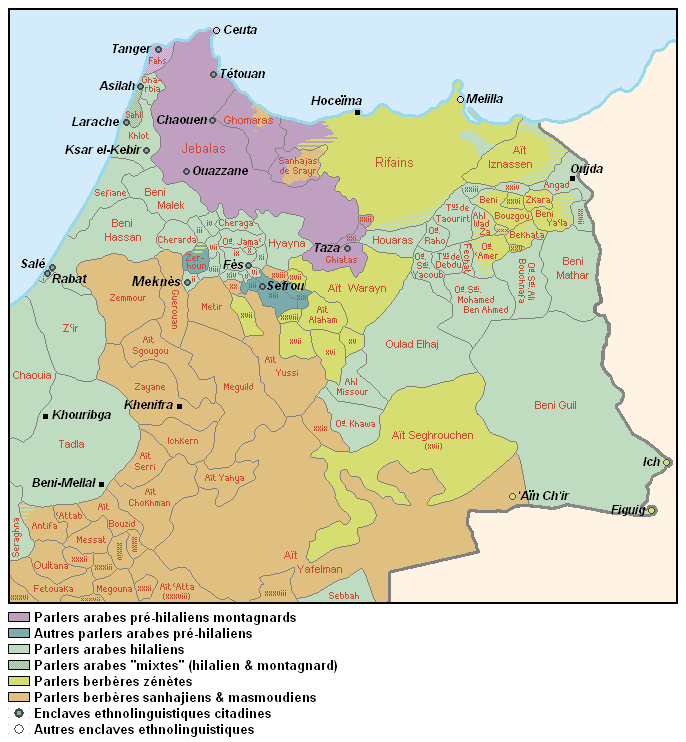
Mapa etnolingüístico del norte de Marruecos:
Hablantes de árabe hilaliano
Hablantes de árabe prehilaliano
Hablantes de bereber (Zenata)
Hablantes de bereber (Sanhaya y Masmuda)

Las tribus de Marruecos son las varias confederaciones tribales y clanes que tradicionalmente han habitado el Reino de Marruecos, y se dividen en dos grupos culturales y etnolingüísticos diferentes: 
- Los bereberes, considerados los "nativos" del Magreb, pues habitaron la región desde antes incluso que el Imperio Romano. En la Antigüedad, la región recibió diferentes nombres: Libia, Mauretania e Ifriquía.
- Los árabes, que llegaron a la región tras la conquista musulmana del Magreb (642-711). Primeramente llegaron los hilalitas, originados en la península arábiga, después emigrados a Egipto (siglo X) y finalmente al Magreb (siglo XI).

## Bereberes

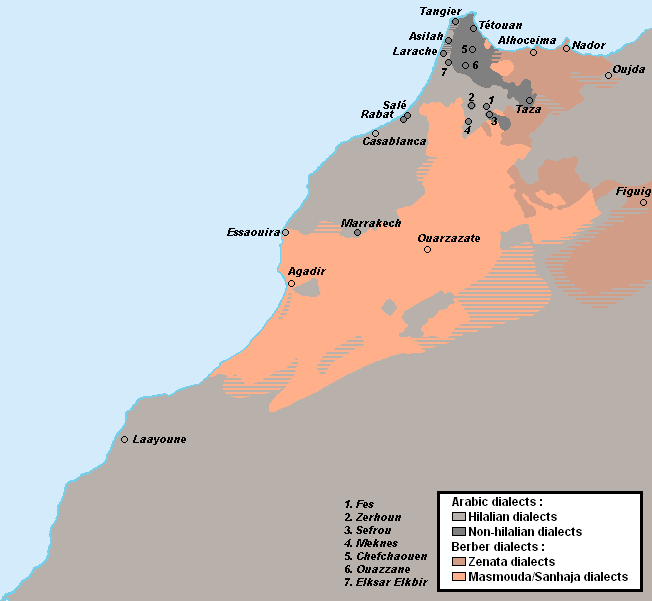
Mapa de las lenguas de Marruecos. Se pueden diferenciar los dos grande grupos: bereberes (en naranja) y árabes (en gris).

Los bereberes tienen su origen en los pueblos líbicos que vivieron en la Antigüedad en el norte de África, desde las Islas Canarias hasta el oasis de Siwa. 
La primera mención del pueblo líbico fue por el historiador griego Heródoto en el siglo V a. C. y los describe como un grupo multicultural, con subgrupos nómadas y sedentarios. El idioma y la cultura libios parecían crear una cierta unidad entre estos pueblos, pero podemos identificar dos subgrupos en las antiguas poblaciones libias:
- Un primer subgrupo bastante mal identificado y localizados por los autores antiguos, que tienen diferentes nombres: nasamones, nigritos, atlantes, trogloditas,[nota 1] bacuatas, babaros, suburbures, musulamis, gétulos,[nota 2] garamantes, austures...etc.
- Un segundo conjunto que incluye a los moros y numidios, este último dividido en masilios y masesilos.

El historiador persa Muhammad At-Tabari, relaciona a los bereberes con varios pasajes bíblicos (aunque de certeza dudosa): 

    «Los bereberes son una mezcla de cananeos y amalecitas que se habían extendido en varios países después de que Goliat fuera asesinado, Ifrîcos después de haber invadido el Magreb. Emigraron hasta allí desde las costas de Siria, y habiéndolos establecido en Ifrîkïa, se les llamó bereberes».
    «Algunos dicen que fue el Rey David quien los expulsó después de haber recibido por revelación divina el siguiente orden: ¡David! Saquen a los bereberes de Siria, porque son la lepra del país. Otros dicen que fue Josué, hijo de Nun (...) Los hizo expulsar de Siria por los israelitas tras la muerte de Goliat y huyeron al Magreb. Querían quedarse en Egipto, dice, pero los Cornes los obligaron a abandonar este país y marcharon a Barca, y finalmente al Magreb (...) Durante varios siglos, los bereberes vivieron en tiendas de campaña, en regiones rurales desde Alejandría hasta el Océano [Atlántico] y desde Tánger hasta en Sus, y se dedicaban al pastoreo, que fue el estado en el que el Islam los encontró. Había entre ellos [tribus] que profesaban el judaísmo; otros la fe cristiana, y otros, paganos adoradores del sol, la luna y los ídolos. Como tenían un sistema de reyes y jefes, sumaron fuerzas contra los musulmanes en varias guerras muy famosas».
Al-Tabari

## Árabes
Llegaron a Marruecos tras la Conquista musulmana del Magreb. En Arabia existieron varias tribus (véase: Tribus de Arabia) que pasaron bastante desapercibidas en la Historia mundial hasta el surgimiento del Islam (622). Los sucesivos califatos árabes musulmanes expandieron su territorio y con ellos varias oleadas de tribus de Arabia. Los Banu Ubayd (ubaydíes) de El Cairo (que posteriormente se harían llamar Fatimíes), expulsaron a los Banu Hilal (hilalitas) de Egipto y los enviaron a Ifriquía a reprimir la rebelión de los bereberes sanhayas de Cairuán (actual Túnez) y dispersos por la actual Argelia. Dos siglos más tarde, los hilalitas se establecieron en el actual Marruecos por los almohades.

## Tribus de Marruecos
A continuación se muestra una lista parcial de las tribus de Marruecos:
- Abda
- Ahl Aglou
- Ahl Dabdou
- Ahl Hamidi
- Ahl Ifrane
- Ahl Maader
- Ahl Massa
- Ahl Missour
- Ahl Oued Za
- Ahl Rechida
- Ahl Roboa
- Ahl Sahel
- Ahl Sarsar
- Ahl Serif
- Ahl Tata
- Ahl Tiznit
- Ahl Zguid
- Ahmar
- Ait Abbas
- Ait Abdallah Ou Said
- Ait Ahmed
- Ait Ali
- Ait Ali Tamlia
- Ait Atta
- Ait Attab
- Ait Ayach
- Aït Baâmrane
- Ait Bechir
- Ait Bou Iknifen
- Ait Bou Yahyi
- Ait Bouchibet
- Ait Bougmez
- Ait Bouzid
- Ait Brayim
- Ait Erkha
- Ait Harbil
- Ait Hdiddou
- Ait Iggas
- Ait Jmel
- Ait Lahcen
- Ait Messat
- Ait Morrhi
- Ait Moussa et Ali
- Ait Mribt
- Ait Nosse
- Ait Ouafqa
- Ait Ouaouzguit
- Ait Oulichek
- Ait Oussa
- Ait Roboa
- Ait Sadden
- Ait Saïd
- Ait Saker
- Ait Sedrate
- Ait Seghrouchen
- Ait Semmeg
- Ait Seri
- Aït Sgougou
- Aït Soukhmane
- Ait Tissinnt
- Ait Touzine
- Ait Warayn
- Ait Yafelman
- Ait Yahya
- Ait Youb
- Ait Youssi
- Akhmas
- Al-Barani
- Al-Butr
- Almorávides
- Amanouz
- Ammeln
- Anetifa
- Angade
- Anjra
- Arabe Saïs
- Arghen
- Assa
- Azwafit
- Banu Fatin
- Banu Hilal
- Banu Maqil
- Banu Sulaym
- Barghawata
- Beni Ahmed
- Beni Ahsen
- Beni Alaham
- Beni Amir
- Beni Ammart
- Beni Arous
- Beni Bou Zeggou
- Beni Boufrah
- Beni Fachet
- Beni Gorfet
- Beni Guemil
- Beni Guil
- Beni Hassan
- Beni Hozmar
- Beni Ider
- Beni Issef
- Beni Itteft
- Beni Khirane
- Beni Leit
- Beni M'Tir
- Beni Malek
- Beni Mathar
- Beni Meskine
- Beni Mestara
- Beni Mezouar
- Beni Mguild
- Beni Moussa
- Beni Ouarain
- Beni Ouariaghel
- Beni Ouensel
- Beni Oukil
- Beni Oulid
- Beni Said
- Beni Skar
- Beni Znassen
- Beni Yala
- Beni Zemmour
- Beni Zeroual
- Bhalil
- Bokoia
- Branès
- Brachua
- Chleuh
- Cheraga
- Chiadma
- Chourfa Kasabi
- Chtouka
- Demsira
- Djebel Habib
- Dou Oudrar
- Dukkala
- Drawa
- Ech-Chajâ
- El Arabe
- El Feija
- Erguibat
- Erguita
- Fahs
- Fechtala
- Fennassa
- Fetouaka
- Frouga
- Gharbia
- Ghezaoua
- Ghiata
- Ghomaras
- Ghoujdama
- Glaoua
- Goundafa
- Guedmioua
- Guelaya
- Guerrouane
- Guettioua
- Guich
- Gzenaya
- Haha
- Hamyane
- Hanbali
- Hansala
- Haouz
- Haratin
- Hassan
- Hawwara
- Hejaoua
- Helala
- Houara
- Houara Lahlafe
- Hyayna
- Iberkaken
- Ichkern
- Ida Ou Blal
- Ida Ou Finis
- Ida Ou Kensouss
- Ida Ou Mahmoud
- Ida Ou Nadif
- Ida Ou Zeddarh
- Ida Ou Zeddoute
- Ida Ou Zekri
- Ida Ou Ziki
- Ida Oultite
- Ida Outanane
- Ida Ouzal
- Ighchane
- Ikebdanen
- Ikeraayen
- Imerhrane
- Indaouzal
- Indouzal
- Issafen
- Izerbi
- Jaia
- Jbel Habib
- Jellal
- Judíos bereberes
- Judíos de Marruecos
- Kebdana
- Ketama
- Khlout
- Ksima
- Lakhssas
- Lamnabha
- Lamtuna
- Lemta
- M'gouna
- M'touga
- Maghraoua
- Marmoucha
- Marnissa
- Masmuda
- Matgara
- Mehaya
- Mejjate
- Mejjate (de Meknès)
- Mesfioua
- Mesguilda
- Mesguina
- Mesguita
- Mestara
- Mestassa
- Metalsa
- Mettioua
- Meziate
- Mezraoua
- Miknasa
- Mzouda
- Nfifa
- Ogdemt
- Ouadras
- Ouardigha
- Oudaya
- Ouled Aissa
- Ouled Amoure
- Ouled Bakhti
- Ouled Bouaaita
- Ouled Bou Chnafa
- Ouled Bou Sbaa
- Ouled Bou Slama
- Ouled Delim
- Ouled El Haj
- Ouled Haj de Saïss
- Ouled Haj Oued
- Ouled Jamâ
- Ouled Jerrar
- Ouled Khaoua
- Ouled Md Ben Ahmed
- Ouled Mtaa
- Ouled Rahou
- Ouled Setout
- Ouled Yahya
- Ouled Yahya de Souss
- Oultana
- Ounein
- Ourika
- Ouzguita
- Ouzioua
- Pachalik
- Rahhala
- Reghioua
- Rehouna
- Rhamna
- Rhiraya
- Rifeños
- Safiane
- Saharauis
- Sahel
- Shauía
- Sanhaya
- Sejâa
- Seksawa
- Sektana
- Setta
- Shrarda
- Sless
- Smaala
- Souktana
- Sraghna
- Sumata
- Tafersit
- Tagmout
- Tamiroun
- Taourirt
- Targuist
- Tassrirt
- Tekna
- Temsaman
- Tiilite
- Touggana
- Tsoul
- Yazgha
- Yebalíes
- Zaer
- Zayanes
- Zekkara
- Zemmour
- Zemrane
- Zenaga
- Zenata
- Zerhana
- Zkara
- Zwa (chorfa)